# 圣马克阿卢博
圣马克阿卢博（法語：Saint-Marc-à-Loubaud，法語發音：[sɛ̃ maʁk a lubo]）是法国克勒兹省的一个市镇，属于欧比松区。

## 地理
圣马克阿卢博（45°50'56"N, 1°59'47"E）面积18.42 平方千米，位于法国新阿基坦大区克勒兹省，该省份为法国中部省份，位于法國中央高原西北部，北起安德尔省和谢尔省，西接维埃纳省，南至科雷兹省，东临多姆山省，东北与阿列省接壤。
与圣马克阿卢博接壤的市镇（或旧市镇、城区）包括：让西乌-皮日罗勒、拉努阿耶、瓦西维耶尔湖畔鲁瓦耶尔、圣伊里耶拉蒙塔涅。

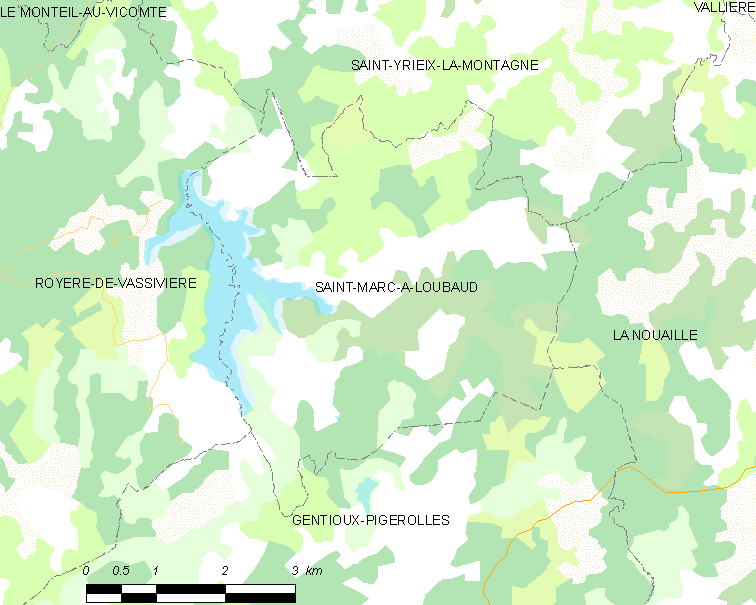
圣马克阿卢博的OSM定位图

圣马克阿卢博的时区为UTC+01:00、UTC+02:00（夏令时）。

## 行政
圣马克阿卢博的邮政编码为23460，INSEE市镇编码为23212。

## 政治
圣马克阿卢博所属的省级选区为费勒坦县。

## 人口

1962-2008年间圣马克阿卢博人口变化图示

圣马克阿卢博于2022年1月1日时的人口数量为126人。